# Mollia circumcincta
Mollia circumcincta is een mosdiertjessoort uit de familie van de Microporidae. De wetenschappelijke naam van de soort is voor het eerst geldig gepubliceerd in 1867 door Heller.